# Volkhard Buchter
Volkhard Buchter (* 26. Juni 1944 in Schrimm, heute Teil von Polen) ist ein ehemaliger deutscher Ruderer.

## Biografie
Volkhard Buchter wurde 1967 Deutscher Meister im Vierer mit Steuermann und 1968 im Vierer ohne Steuermann.
Zusammen mit Manfred Weinreich, Thomas Hitzbleck und Jochen Heck wurde er bei den Weltmeisterschaften 1966 Sechster im Vierer ohne Steuermann. Bei den Olympischen Sommerspielen 1968 in Mexiko-Stadt belegte die Crew in der Disziplin Vierer ohne Steuermann den sechsten Platz.